# Nikolaus Georg Bernhard von Löwenstern
Nikolaus Georg Bernhard von Löwenstern (* 1745 in Hamburg; † 1779 in Bützow) war ein deutscher Rechtswissenschaftler des 18. Jahrhunderts.

## Leben
Löwenstern wurde als Sohn des Lübecker Kaufmanns Westphal in Hamburg geboren und soll nach den Aufzeichnungen des Rostocker Botanikers und Universitätshistorikers Paul Falkenberg erst später, aber vor Studienbeginn durch Adoption den Namen „von Löwenstern“ angenommen haben. Er studierte ab 1763 Rechtswissenschaften an der Universität Bützow und ab Ostern 1766 an der Georg-August-Universität Göttingen. In Bützow wurde er 1768 bei Adolf Friedrich Trendelenburg zum Dr. jur. promoviert. Löwenstern war zunächst Beisitzer der juristischen Fakultät und von 1774 bis zu seinem frühen Tode außerordentlicher Professor der Rechte an der Universität Bützow. Er gehörte damit zu den wenigen Lehrstuhlinhabern der Hochschule, die außerhalb Mecklenburgs studiert hatten. Paul Falkenberg vermerkt zu seinem Tode, er sei „in Hunger und Not gestorben.“

## Schriften
- Biga Observationum Ad Tit. D. Si Quis Ius Dicenti Non Obtemperavit, Dissertation, 1768.
- als Respondent von Adolf Friedrich Trendelenburg: Observationes quaedam de Iudaeis eorumque diversa conditione secundum ius Romanum et Germanum, imprimis quoque Mecklenburgicum, 1768.
- De bonorum publicatione in suppliciorum consequentiam nemesi Carolina sublata: ad interpretandum art. CCXVIII. const. crim. Carol. coniectura ..., 1776.
- De successione collateralium: in feodo novo iure antiqui concesso secundum ius commune et Mecklenburgicum iuste restringenda, 1777.